# Comunidad de Teruel
La Comunidad de Teruel es una comarca perteneciente a la provincia de Teruel, en Aragón, España. Se encuentra ubicada en el centro de la provincia, y su capital es la capital provincial, Teruel. Debe su nombre a la histórica figura político-administrativa de la Comunidad de aldeas de Teruel.

## Municipios
La comarca engloba a los municipios de Ababuj, Aguatón, Aguilar del Alfambra, Alba, Alfambra, Almohaja, Alobras, Alpeñés, Argente, Camañas, Camarillas, Cañada Vellida, Cascante del Río, Cedrillas, Celadas, Cella, Corbalán, Cubla, El Cuervo, Cuevas Labradas, Escorihuela, Fuentes Calientes, Galve, Jorcas, Libros, Lidón, Monteagudo del Castillo, Orrios, Pancrudo, Peralejos, Perales del Alfambra, El Pobo, Rillo, Riodeva, Santa Eulalia del Campo, Teruel, Tormón, Torrelacárcel, Torremocha de Jiloca, Tramacastiel, Valacloche, Veguillas de la Sierra, Villarquemado, Villastar, Villel y Visiedo.

## Política
| Cargo                | Nombre                         | Ayuntamiento                       | Partido Político |  |
| -------------------- | ------------------------------ | ---------------------------------- | ---------------- |  |
| Presidenta           | Ana Cristina Lahoz Sánchez     | Concejal de Villarquemado          | PSOE             |  |
| Vicepresidente/vocal | Francisco Abril Galve          | Alcalde de Alfambra                | PAR              |  |
| Vocal                | Jorge Yagüe Dobón              | Concejal de Villastar              | PSOE             |  |
| Vocal                | Adolfo Rodríguez Amat          | Concejal de El Pobo                | CHA              |  |
| Vocal                | Raquel Clemente Muñoz          | Alcaldesa de Celadas               | PP               |  |
| Vocal                | José Carlos Torralba Allué     | Concejal de Teruel                 | GAN              |  |
| Vocal                | Loreto Camañes Edo             | Concejal de Teruel                 | C´s              |  |
| Consejero            | David Álvaro Beltrán           | Alcalde de El Cuervo               | PSOE             |  |
| Consejero            | Samuel Morón Sáez              | Concejal de Teruel                 | PSOE             |  |
| Consejero            | Pascual Soriano Hernández      | Alcalde de Torrelacárcel           | PSOE             |  |
| Consejero            | Juan Sánchez Hernández         | Concejal de Cella                  | PSOE             |  |
| Consejero            | Pedro Miguel Fuertes Hernández | Concejal de Santa Eulalia          | PSOE             |  |
| Consejero            | Salvador Bellido Lucia         | Alcalde de Perales                 | PSOE             |  |
| Consejera            | Sara Ros Cardo                 | Alcaldesa de Camañas               | PSOE             |  |
| Consejero            | Juan José Gómez Pérez          | Alcalde de Villel                  | PAR              |  |
| Consejero            | Mariano Sánchez Montalar       | Concejal de Cella                  | PAR              |  |
| Consejero            | David Ibáñez Bronchal          | Concejal de Camañas                | PAR              |  |
| Consejero            | Vicente Tomás Gómez            | Concejal de Cascante del Río       | PAR              |  |
| Consejero            | Antonio Gimeno Tolosa          | Alcalde de Argente                 | PP               |  |
| Consejera            | Carmen Mahorad Úbeda           | Concejal de Santa Eulalia          | PP               |  |
| Consejera            | Jesús Fuertes Jarque           | Concejal de Teruel                 | PP               |  |
| Consejero            | Joaquín Hernández Talabante    | Concejal de Galve                  | PP               |  |
| Consejero            | Santiago Sánchez Rubio         | Concejal de Cella                  | PP               |  |
| Consejero            | Juan José Sierra Guillén       | Concejal de Villarquemado          | PP               |  |
| Consejero            | José Gabriel Pérez Casas       | Alcalde de El Pobo                 | PP               |  |
| Consejera            | Lucía Castellote López         | Alcaldesa de Cuevas Labradas       | PP               |  |
| Consejero            | Luis Ignacio Lozano Caballero  | Alcalde de Monteagudo del Castillo | PP               |  |
| Consejero            | Rafael Millán Navarro          | Concejal de Libros                 | PP               |  |
| Consejero            | Román Izquierdo Feced          | Alcalde de Jorcas                  | PP               |  |
| Consejera            | Silvia Lozano Alonso           | Concejal de Villastar              | PP               |  |
| Consejero            | José Ramón Martín Romero       | Concejal de Villastar              | CHA              |  |
| Consejera            | Ana Isabel Gimeno Pérez        | Concejal de Teruel                 | GAN              |  |
| Consejero            | David Mansilla Lanzuela        | Concejal de Cella                  | GAN              |  |
| Consejera            | Mari Carmen Tortajada Andrés   | Concejal de Teruel                 | GAN              |  |
| Consejero            | Miguel Ángel Javier Salvador   | Concejal de Villel                 | C´s              |  |

| Elecciones 2011 (no actualizado) |        |         |         |            |
| Partido                          | Votos  | % Votos | Electos | Consejeros |
| PP                               | 11.094 | 46,48%  | 102     | 17         |
| PSOE                             | 6.245  | 26,17%  | 58      | 10         |
| PAR                              | 2.409  | 10,09%  | 37      | 3          |
| CHA                              | 1.581  | 6,62%   | 6       | 2          |
| IUA                              | 1.347  | 5,64%   | 3       | 2          |
| CCA                              | 836    | 3,50%   | 12      | 1          |
| UPyD                             | 354    | 1,48%   | 0       | 0          |
| Total                            | 23.866 | 100%    | 218     | 35         |

## Geografía

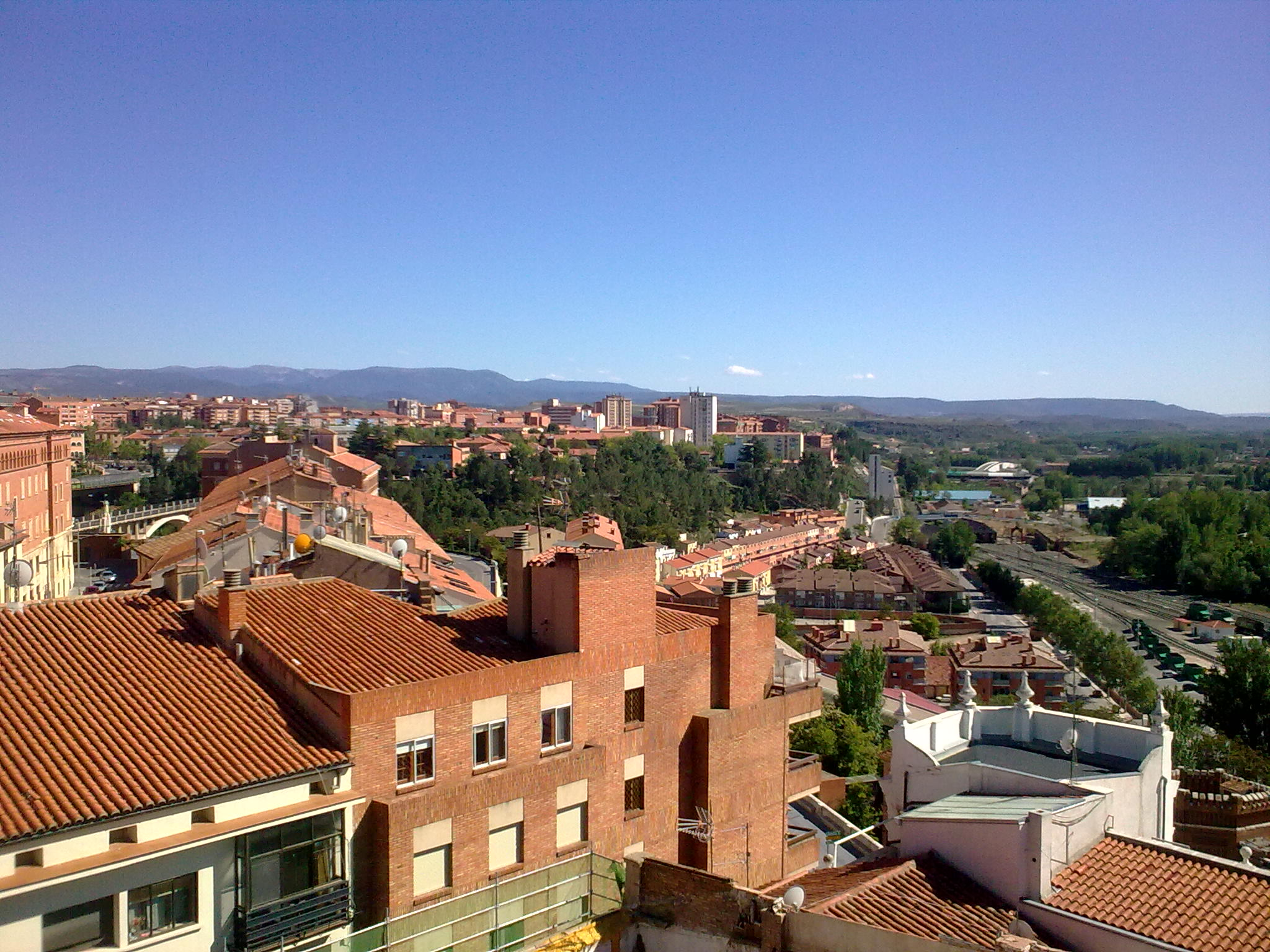
ciudad de Teruel desde la torre.

Limita al norte con las comarcas del Jiloca y las Cuencas Mineras, al oeste con la Sierra de Albarracín, al este con el Maestrazgo y Gúdar-Javalambre y al sur con la provincia de Cuenca (Castilla-La Mancha) y el Rincón de Ademuz, ya en la provincia de Valencia (Comunidad Valenciana).

## Historia

### La comarca como institución
La ley de creación de la comarca es la 7/2003 del 12 de marzo de 2002. Se constituyó el 28 de abril de 2002. Las competencias le fueron traspasadas el 1 de octubre de 2003.

## Economía
La industria de la comarca se concentra principalmente en la capital, Teruel. En las demás poblaciones destaca la ganadería, gracias a la elaboración de jamones con denominación de origen y la agricultura, especialmente la de secano. También son importantes para su economía el Parque paleontológico de Galve y el parque temático Dinópolis.

## Territorio y Población
| Municipio               | Extensión (km²) | % del total | Habitantes (2007) | Habitantes (2019) | Altitud (metros) | Distancia a/desde Teruel (km) | Pedanías |
| ----------------------- | --------------- | ----------- | ----------------- | ----------------- | ---------------- | ----------------------------- | --- |
| Ababuj                  | 54,30           | 1,95        | 82                | 73                | 1.368            | 41,90                         | |
| Aguatón                 | 21,64           | 0,78        | 21                | 18                | 1.225            | 46,70                         | |
| Aguilar del Alfambra    | 39,04           | 1,40        | 72                | 63                | 1.302            | 46,90                         | |
| Alba                    | 69,53           | 2,49        | 250               | 170               | 974              | 44,40                         | |
| Alfambra                | 122,44          | 4,39        | 756               | 508               | 1.046            | 27,10                         | |
| Almohaja                | 25,55           | 0,92        | 28                | 16                | 1.199            | 49,80                         | |
| Alobras                 | 30,72           | 1,10        | 71                | 64                | 1.110            | 43,30                         | |
| Alpeñés                 | 28,62           | 1,03        | 26                | 22                | 1.223            | 59,60                         | |
| Argente                 | 62,58           | 2,24        | 252               | 195               | 1.253            | 59,20                         | |
| Camañas                 | 78,67           | 2,82        | 124               | 134               | 1.239            | 52,60                         | |
| Camarillas              | 50,55           | 1,81        | 107               | 100               | 1.314            | 51,90                         | |
| Cañada Vellida          | 23,30           | 0,83        | 45                | 31                | 1.322            | 49,40                         | |
| Cascante del Río        | 32,38           | 1,16        | 96                | 67                | 984              | 25,10                         | |
| Cedrillas               | 73,57           | 2,64        | 569               | 664               | 1.364            | 31,00                         | |
| Celadas                 | 100,45          | 3,60        | 405               | 388               | 1.119            | 27,5                          | |
| Cella                   | 124,68          | 4,47        | 3002              | 2574              | 1.023            | 24,6                          | |
| Corbalán                | 82,44           | 2,95        | 94                | 107               | 1.261            | 17,50                         | |
| Cubla                   | 48,63           | 1,74        | 56                | 58                | 1.088            | 18,90                         | |
| El Cuervo               | 20,76           | 0,74        | 117               | 78                | 905              | 46,20                         | |
| Cuevas Labradas         | 40,81           | 1,46        | 146               | 132               | 968              | 14,60                         | |
| Escorihuela             | 57,02           | 2,04        | 198               | 136               | 1.133            | 31,70                         | |
| Fuentes Calientes       | 25,01           | 0,90        | 118               | 92                | 1.209            | 47,30                         | |
| Galve                   | 61,90           | 2,22        | 136               | 162               | 1.188            | 56,00                         | |
| Jorcas                  | 26,20           | 0,94        | 46                | 30                | 1.357            | 52,50                         | |
| Libros                  | 37,90           | 1,36        | 145               | 102               | 766              | 41,90                         | |
| Lidón                   | 40,54           | 1,45        | 76                | 57                | 1.211            | 51,40                         | |
| Monteagudo del Castillo | 44,37           | 1,59        | 74                | 54                | 1.450            | 37,20                         | |
| Orrios                  | 44,39           | 1,59        | 174               | 125               | 1.046            | 34,10                         | |
| Pancrudo                | 100,12          | 3,59        | 111               | 113               | 1.235            | 54,40                         | Cervera del Rincón, Cuevas de Portalrubio, Portalrubio.                                                       |
| Peralejos               | 36,10           | 1,29        | 93                | 79                | 995              | 19,10                         | |
| Perales del Alfambra    | 104,24          | 3,73        | 295               | 229               | 1.165            | 37,40                         | Villalba Alta.                                                                                                |
| El Pobo                 | 63,60           | 2,28        | 137               | 110               | 1.399            | 35,60                         | |
| Rillo                   | 53,31           | 1,91        | 106               | 88                | 1.269            | 47,30                         | Son del Puerto                                                                                                |
| Riodeva                 | 34,34           | 1,23        | 186               | 142               | 967              | 41,60                         | |
| Santa Eulalia del Campo | 80,97           | 2,90        | 1143              | 1061              | 984              | 35,70                         | |
| Teruel                  | 440,41          | 15,78       | 34236             | 35890             | 940              | --                            | Aldehuela, Castralvo, Caude, Concud, El Campillo, San Blas, Tortajada, Valdecebro, Villalba Baja, Villaspesa. |
| Tormón                  | 29,31           | 1,05        | 33                | 30                | 1.051            | 38,00                         | |
| Torrelacárcel           | 35,01           | 1,25        | 225               | 151               | 979              | 40,10                         | |
| Torremocha de Jiloca    | 33,86           | 1,21        | 141               | 109               | 981              | 36,40                         | |
| Tramacastiel            | 47,38           | 1,70        | 100               | 72                | 879              | 33,60                         | Más de la Cabrera.                                                                                            |
| Valacloche              | 14,90           | 0,53        | 24                | 22                | 985              | 21,80                         | |
| Veguillas de la Sierra  | 13,67           | 0,49        | 28                | 19                | 1.270            | 48,60                         | |
| Villarquemado           | 56,43           | 2,02        | 934               | 863               | 996              | 27,60                         | |
| Villastar               | 39,05           | 1,40        | 351               | 505               | 867              | 10,20                         | |
| Villel                  | 85,38           | 3,06        | 367               | 329               | 823              | 16,40                         | El Campo. |
| Visiedo                 | 55,53           | 1,99        | 157               | 119               | 1.185            | 47,90                         | |
| Total                   | 2.791,60        |             | 45953             | 46151             |                  |                               | |